# Ollie Watkins
Oliver George Arthur Watkins, poznat jednostavno kao Ollie Watkins (Torquay, 30. prosinca 1995.), engleski je nogometaš koji igra kao napadač za Aston Villu i englesku reprezentaciju.

## Klupska karijera
Počeo je u juniorskom pogonu Exeter Cityja. Nakon izvrsne sezone na posudbi u Weston-super-Mareu vratio se u Exeter City 2015. godine, uključen u prvu momčad i dokazao se kao jedan najboljih talenata prvenstva.
Dana 18. srpnja 2017. kupio ga je Brentford za oko dva milijuna eura.
Dana 9. rujna 2020. prešao je u Aston Villu za trideset milijuna eura, postavši najplaćeniji nogometaš u povijesti kluba, a 4. listopada 2020. postigao je pogodak desnom nogom, lijevom nogom i glavom, što mu je omogućilo da postigne "savršen hat-trick" u pobjedi protiv Liverpoola od 7:2. Bio je to najteži poraz Liverpoola u 57 godina i prvi put da je aktualni prvak Premier lige primio 7 golova u jednoj utakmici. U svojoj prvoj sezoni u Premier ligi s Villom postigao je četrnaest ligaških golova, dajući veliki doprinos svojoj momčadi.
Dana 23. kolovoza 2023. Watkins je zabio hat-trick u protiv Hiberniana u utakmici doigravanja za plasman u UEFA Europsku konferencijsku ligu koja je završila 5:0. Dana 30. rujna zabio je svoj drugi hat-trick sezone i svoj treći za Villu u utakmici protiv Brightona koja je završila 6:1. Dana 14. travnja 2024. postigao je gol protiv Arsenala koji je poražen 0:2, čime je postao najbolji strijelac Aston Ville u sezoni Premier lige, 19 golova bez jedanaesteraca, jednako kao i Christian Benteke u sezoni 2012./13.
Sezonu u Premier ligi završio je s 19 postignutih golova, a na kraju sezone proglašen je najboljim playmakerom Premier lige s najvećim brojem asistencija, čak 13.

## Reprezentativna karijera
Dana 18. ožujka 2021. dobio je prvi poziv za reprezentaciju. Debitirao je za englesku reprezentaciju 7 dana kasnije protiv San Marina, također postigavši svoj prvi pogodak za Englesku u utakmici koja je završila 5:0.
Pozvan na Europsko prvenstvo 2024., 10. srpnja postigao je odlučujući pogodak za 2:1 koji je njegovoj reprezentaciji omogućio pobjedu u polufinalu protiv Nizozemske i plasman u finale.